# Championnat d'Israël masculin de volley-ball
Le championnat d'Israël de première division de volley-ball, est la plus importante compétition nationale organisé par la Fédération israélienne de volley-ball (איגוד הכדורעף בישראל, IVA), il a été créé en 1956.

## Palmarès
| Année | Champion                     | Finaliste               | Troisième            |
| ----- | ---------------------------- | ----------------------- | -------------------- |
| 1956  | Hapoël Beit Zera/Afikim      |                         |                      |
| 1957  | Hapoël Ein Shemer            |                         |                      |
| 1958  | Hapoël Sarid                 |                         |                      |
| 1959  | Hapoël Ein Shemer            |                         |                      |
| 1960  | Hapoël Ein Shemer            |                         |                      |
| 1961  | Hapoël Ein Shemer            |                         |                      |
| 1962  | Hapoël Negba                 |                         |                      |
| 1963  | Hapoël Hampil                |                         |                      |
| 1964  | Hapoël Hampil                |                         |                      |
| 1965  | Hapoël Hampil                |                         |                      |
| 1966  | Hapoël Hampil                |                         |                      |
| 1967  | Hapoël Hampil                |                         |                      |
| 1968  | Hapoël Hampil                |                         |                      |
| 1969  | Hapoël Hampil                |                         |                      |
| 1970  | Hapoël Hampil                |                         |                      |
| 1971  | Hapoël Hampil                |                         |                      |
| 1972  | Ein Hamifratz / Kfar Masaryk |                         |                      |
| 1973  | Ein Hamifratz / Kfar Masaryk |                         |                      |
| 1974  | Ein Hamifratz / Kfar Masaryk |                         |                      |
| 1975  | Ein Hamifratz / Kfar Masaryk |                         |                      |
| 1976  | Maccabi Tel-Aviv             |                         |                      |
| 1977  | Hapoël Kiryat Ata            |                         |                      |
| 1978  | Hapoël Kiryat Ata            |                         |                      |
| 1979  | Hapoël HaOgen                |                         |                      |
| 1980  | Hapoël Hampil                |                         |                      |
| 1981  | Hapoël Hampil                |                         |                      |
| 1982  | Maccabi Tel-Aviv             |                         |                      |
| 1983  | Hapoël Hampil                |                         |                      |
| 1984  | Hapoël Hampil                |                         |                      |
| 1985  | Hapoël Hampil                |                         |                      |
| 1986  | Hapoël Bat Yam               |                         |                      |
| 1987  | Hapoël Mateh Asher           |                         |                      |
| 1988  | Hapoël Mateh Asher           |                         |                      |
| 1989  | Hapoël Bat Yam               |                         |                      |
| 1990  | Maccabi Tel-Aviv             |                         |                      |
| 1991  | Maccabi Tel-Aviv             |                         |                      |
| 1992  | Hapoël Mateh Asher           |                         |                      |
| 1993  | Hapoël Bat Yam               |                         |                      |
| 1994  | Hapoël Mateh Asher           |                         |                      |
| 1995  | Hapoël Ha'amakim             |                         |                      |
| 1996  | Hapoël Ha'amakim             |                         |                      |
| 1997  | Maccabi Tel Aviv             |                         |                      |
| 1998  | Hapoël Mateh Asher           |                         |                      |
| 1999  | Hapoël Mateh Asher           |                         |                      |
| 2000  | Hapoël Kfar Saba             |                         |                      |
| 2001  | Hapoël Mateh Asher           |                         |                      |
| 2002  | Hapoël Mateh Asher           |                         |                      |
| 2003  | Hapoël Mateh Asher           | Hapoël Ironi Kiryat Ata |                      |
| 2004  | Hapoël Ironi Kiryat Ata      |                         |                      |
| 2005  | Hapoël Ironi Kiryat Ata      |                         |                      |
| 2006  | Hapoël Ironi Kiryat Ata      |                         |                      |
| 2007  | Maccabi Hod Hasharon         |                         |                      |
| 2008  | Maccabi Tel-Aviv             | Maccabi Hod Hasharon    |                      |
| 2009  | Maccabi Tel-Aviv             |                         |                      |
| 2010  | Maccabi Tel-Aviv             |                         |                      |
| 2011  | Maccabi Tel-Aviv             | Maccabi Hod Hasharon    | Hapoël Mateh Asher   |
| 2012  | Maccabi Tel-Aviv             | Hapoël Mateh Asher      | Maccabi Hod Hasharon |

## Équipes Saison 2010-2011
- Maccabi Tel-Aviv
- Hapoël Mateh Asher
- Hapoël Kfar Saba
- Hapoël Ironi Bat Yam
- Arazim Ramat Hasharon
- Maccabi Hod Hasharon
- Elitzur Karmiel
- Maccabi Neve Sha'anan Haïfa
- Hapoël HaMapil
- Maccabi Ironi Hadera